# Andrzej Jakimowski
Andrzej Jakimowski, né le 17 août 1963 à Varsovie est un réalisateur polonais. Diplômé de la faculté de philosophie à l'Université de Varsovie, il fut auteur de documentaires (La Ville des ombres, 32 rue Wilcza) avant de produire ses premiers longs métrages.

## Filmographie
- 2002 : Les Yeux entr'ouverts (Zmruz oczy) : la fugue d'une fillette de 10 ans qui cherche à s'échapper d'un foyer riche avec lequel elle ne s'entend pas.
- 2005 : Solidarnosc, Solidarnosc..., de Filip Bajon
- 2007 : Un conte d'été polonais (Sztuczki)
- 2012 : Imagine
- 2017 : Once Upon a Time in November (Pewnego razu w listopadzie)

## Distinctions
- Aigle du meilleur réalisateur, pour Les Yeux entr'ouverts
- Paszport Polityki, en 2003, pour Les Yeux entr'ouverts